# The Legends
The Legends sind eine schwedische Rockband um Frontmann Johan Angergård, dem Label-Chef von Labrador Records. Die Band wurde 2003 von ihm und zunächst acht Mitmusikern gegründet, mittlerweile zählt nur noch er selbst zum festen Kern des Projekts. Musikalisch bewegte sich die Band im Laufe der Zeit von Rock ’n’ Roll über Wave bis hin zu Synthie-Pop, jedoch immer melodisch emotional geprägt.

The Legends live im Januar 2006 in Berlin

## Geschichte

### Up Against the Legends
Johan Angergård ist normalerweise damit beschäftigt, talentierte Nachwuchsbands aus Schweden zu entdecken und zu unterstützen, zu produzieren und zu managen. Eigene Songideen veranlassten ihn schließlich, selbst auf die Bühne zu steigen. So stellte er aus acht Freunden und Musikern eine Band zusammen und trat im Januar 2003 als Vorgruppe von The Radio Dept. auf. Infolge der positiven Resonanz wurden daraufhin The Legends gegründet und das erste Album aufgenommen. Up Against the Legends enthält zwölf Songs, die minimalistisch im Rock-’n’-Roll-Stil der 1960er gehalten sind, aber zugleich neuzeitliche Anleihen zu Emo und Shoegaze aufweisen. Die Instrumente für das Album spielte der musikalisch universell versierte Frontmann alle selbst ein. Für seine Live-Band baute er auf das Prinzip von Adam Greens früherer Band The Moldy Peaches und suchte sich bewusst Neulinge an den jeweiligen Instrumenten aus, die hauptsächlich seinem Freundeskreises entsprangen.

### Public Radio
Nach diversen Unstimmigkeiten mit den Mitmusikern wurde 2004 aus der einstigen Neun-Mann-Band schließlich ein Soloprojekt. So schrieb und spielte Angergård auch das zweite Album Public Radio komplett allein ein. Musikalisch lehnt es sich an Manchester Rave und den typischen New-Wave-Sound der 1980er an und integriert breitflächige Synthesizer sowie dezente, traurigschöne Melodien. Es weist damit stilistisch mehr Ähnlichkeiten zu Johan Angergårds eigentlicher Hauptband, den Acid House Kings, auf. Die Vorabsingle He Knows the Sun avancierte im August 2005 zum Sommer-Hit in Schweden und rotierte in vielen Radiostationen des Landes. Für die anschließende Tour, die ihn im Rahmen des Strom-und-Gitarre-Festivals mit Retro-Schnurrbart-Look im Januar 2006 auch nach Deutschland führte, engagierte er diesmal vier professionelle Musiker von Bands, die bei Labrador Records unter Vertrag stehen.

### Facts and Figures
Bereits bei den Deutschlandkonzerten im Januar 2006 wurden die Fans mit neuen Songs wie Lucky Star konfrontiert. Das dazugehörige Album Facts and Figures erschien im September desselben Jahres. Stilistisch stellt es eine weitere Etappe von Angergårds geschichtlicher Reise durch die musikalischen Landschaften seiner Einflussgeber („Legenden“) dar, die er mit Ramones, The Jesus and Mary Chain, The Cure, The Smiths und den Pet Shop Boys explizit im zugehörigen Booklet festhält. Gerade letztgenannte prägen dabei vordergründig den Sound des dritten Werkes, das sich musikalisch im farbenfrohen Synthie- und Diskogewand der späten 1980er präsentiert. Die Labrador-Labelsite kündigte das Album als Sammlung von „smash hits for the gay dance floor“ an. Damit folgte im Rahmen von Angergårds angesprochener „geschichtlicher Reise“ nach dem Rock ’n’ Roll der 1960er bis 1970er des Debüts und dem Wavesound der 1980er von Public Radio die logische Fortführung.

### Over and Over
Das vierte Album Over and Over wurde im Jahr 2009 veröffentlicht. Musiker von Club 8 und The Mary Onettes waren an der Entstehung beteiligt. Die zwölf Songs bewegen sich stilistisch zwischen Noise Pop, Indie-Rock und Krautrock.

## Diskografie

### Alben
- Up Against the Legends (2004)
- Public Radio (2005 bzw. DE: 2006)
- Facts and Figures (2006)
- Over and Over (2009)
- It’s Love (2015)
- Nightshift (2017)

### Singles und EPs
- Make It All Right (Single, 2003)
- There and Back Again (EP, 2003)
- Call It Ours (EP, 2004)
- He Knows the Sun (Single, 2005)
- Hide Away (Single, 2006)
- Play It for Today/Blue Lights (Doppel-Single, 2006)
- Lucky Star (Single, 2006)
- Seconds Away (Single, 2008)